# Gare de Steinen
La gare de Steinen est une gare située à Steinen, dans le Bade-Wurtemberg.

## Situation ferroviaire
La gare est située au point kilométrique (PK) 13,75 de la Wiesentalbahn (ligne entre Bâle et Zell im Wiesenthal).

## Service voyageurs

### Desserte
| Origine       | Arrêt précédent   | Train | Train | Train | Arrêt suivant          | Destination            |
| ------------- | ----------------- | ----- | ----- | ----- | ---------------------- | ---------------------- |
| Weil am Rhein | Brombach/Hauingen |       | S     |       | Terminus ou Schopfheim | Terminus ou Schopfheim |
| Bâle Badoise  | Brombach/Hauingen |       | S     |       | Maulburg               | Zell im Wiesental      |